# Snow Cake
Snow Cake és una pel·lícula britànica i canadenca de 2006, dirigida per Marc Evans i protagonitzada per Alan Rickman, Sigourney Weaver, Carrie-Anne Moss, Emily Hampshire i Callum Keith Rennie. Es va estrenar el 8 de setembre de 2006 al Regne Unit.
Gravada a Wawa (Ontario), Snow Cake és una pel·lícula dramàtica sobre la relació entre Linda (Weaver), que pateix autisme, i un turista britànic neuròtic, Alex (Rickman), que canvia de vida després d'un accident d'automòbil quan viatjava amb la filla de Linda, Vivienne (Hampshire).
La pel·lícula es va projectar i va ser discutida a la conferència internacional sobre autisme celebrada a Gal·les el maig de 2006, així com al Festival Internacional de Cinema d'Edinburgh, al Festival de Cinema de Tribeca, al Festival Internacional de Cinema de Toronta, i al Festival de Cinema Internacional de Seattle, entre d'altres. També va ser la primera pel·lícula projectada al Festival Internacional de Cinema de Berlín d'aquella edició.

## Repartiment
El repartiment va estar format pels següents intèrprets:
- Alan Rickman com Alex Hughes
- Sigourney Weaver com Linda Freeman
- Carrie-Anne Moss com Maggie
- David Fox com Dirk Freeman
- Jayne Eastwood com Ellen Freeman
- Emily Hampshire com Vivienne Freeman
- James Allodi com Clyde
- Callum Keith Rennie com John Neil